# Important Bird Areas in Ruanda
Die Important Bird Areas in Ruanda umfassen von BirdLife International identifizierte Important Bird Areas (IBAs, englisch für „bedeutende Vogelgebiete“) in der Republik Ruanda. Es werden Stand Juli 2025 insgesamt acht Important Bird Areas gelistet, die eine Gesamtfläche von 2982 km² aufweisen. Sie umfassen Bergregenwälder, Feuchtgebiete und Savannen, die vor allem durch landwirtschaftliche Aktivitäten, Entwaldung und invasive Arten bedroht sind. Der Westen des Landes ist Teil des Albert-Graben-Gebirges, in dem sich zahlreiche endemische Vogelarten finden. Vogelschutzprojekte werden unter anderem für den stark gefährdeten Südafrika-Kronenkranich und den vom Aussterben bedrohten Kappengeier durchgeführt.

## Schutzstatus
Important Bird Areas (englisch für „bedeutende Vogelgebiete“) oder auch Important Bird and Biodiversity Areas („bedeutende Vogel- und Biodiversitätsgebiete“) sind nicht per se unter gesetzlichen Schutz gestellt. Sie werden jedoch von BirdLife International international nach einheitlichen Kriterien identifiziert und stellen Vorschlagslisten für Vogelschutzgebiete dar. Weltweit gibt es über 13.000 IBAs. Ziel ist es, durch den Schutz von Schlüsselgebieten das Überleben der weltweiten Wildvogelpopulationen langfristig zu sichern. Neben der Bedeutung eines Gebiets für die Avifauna charakterisieren IBAs zugleich eine insgesamt hohe Biodiversität. Sie gehören zu den Key Biodiversity Areas (KBAs, „Schlüsselgebiete der biologischen Vielfalt“). In Ruanda stehen 56 Prozent der IBA-Flächen unter Naturschutz (Stand Juli 2025). Der Großteil der geschützten Gebiete liegt innerhalb dreier Nationalparks. Von diesen grenzt einer an Schutzgebiete in der Demokratischen Republik Kongo (Virunga-Nationalpark) und Uganda (Mgahinga-Gorilla-Nationalpark), die ebenfalls als IBAs gelistet werden, und ein weiterer an die in Tansania als IBA identifizierten Kagera-Sümpfe und die Südspitze des dort liegenden Ibanda-Kyerwa-Nationalparks.

## Gebietstypen und Bedrohungen
Ruanda ist ein nahe dem Äquator gelegener, dicht bevölkerter und hügeliger bis bergiger Binnenstaat, der auch als „Land der 1000 Hügel“ bekannt ist. Der tieferliegende Osten Ruandas reicht von Höhen zwischen etwa 1300 und 1800 m und gehört zum Wald- und Savannenmosaik des Viktoriaseebeckens. Der Westen des Landes liegt auf Höhen zwischen 1800 und 4500 Metern und ist Teil der afromontanen Region Kivu-Ruwenzori. Er liegt innerhalb des Albert-Grabens, dem westlichen Teil des Ostafrikanischen Grabens. Im Albert-Graben findet sich eine hohe Anzahl Wirbeltierarten, von denen viele endemisch sind. Hinsichtlich der Avifauna wird das Albert-Graben-Gebirge von BirdLife International als Endemic Bird Area („Gebiet endemischer Vögel“) mit 37 endemischen Vogelarten gelistet.
Zu den Important Bird Areas in Ruanda zählen die drei bedeutendsten Nationalparks des Landes: Der Baum-Savannen und Feuchtgebiete umfassende Akagera-Nationalpark befindet sich am namensgebenden Kagera-Nil an der Grenze zu Tansania im Osten Ruandas. Der für die dort lebenden Berggorillas bekannte und zur Ökoregion der Bergwälder im Westlichen Rift gehörende Vulkan-Nationalpark liegt in den Virunga-Vulkanen im Nordwesten des Landes. Der Nyungwe-Nationalpark liegt im Südwesten und umfasst wie der Vulkan-Nationalpark eine der letzten ursprünglichen Regionen mit Bergregenwald in Ruanda. 2023 wurde er in das UNESCO-Welterbe aufgenommen. Der Nationalpark teilt sich in den Nyungwe- und den separat davon etwas weiter südwestlich gelegenen Cyamudongowald. Die „Nyungwe-Nationalpark“ genannte IBA umfasst nur den Nyungwewald, jedoch gibt es eine weitere, deutlich kleinere IBA, die einen Großteil des Cyamudongowaldes umfasst. Ein weiterer kleinerer Wald, der als Important Bird Area gelistet wird, ist der Busagawald im Sektor Rongi des Distrikts Muhanga. Darüber hinaus sind mit dem 2005 als Ramsar-Gebiet ausgewiesenen Rugezi-Feuchtgebiet und den beiden nicht unter Schutz stehenden Feuchtgebieten entlang der Flüsse Akanyaru und Nyabarongo insgesamt drei Feuchtgebiete aufgelistet, die insbesondere Wasservögeln einen wichtigen Lebensraum bieten. Feuchtgebiete machen fast 10 % der Landesfläche Ruandas aus.
In Afrika sind 56 % der IBAs durch die Landwirtschaft und 28 % durch Entwaldung bedroht (Stand 2009). Auch im dichtbevölkerten Ruanda herrscht durch den demographischen Wandel ein großer Bedarf an Landwirtschaftsflächen. Die Landwirtschaft ist der wichtigste Wirtschaftszweig des Landes und beschäftigt mehr als 90 % der Bevölkerung. Außerhalb der Naturschutz- und Feuchtgebiete ähnelt Ruanda daher „einem großen Nutzgarten“. Viele Bergregenwälder verschwanden durch anthropogene Einflüsse bereits seit der Eisenzeit nach und nach. In der jüngeren Vergangenheit traf es auch die Gishwati- und Mukurawälder, die für die landwirtschaftliche Erschließung und Beweidung weitestgehend abgeholzt wurden und sich nach Untersuchungen der Wildlife Conservation Society im Jahr 1999 daraufhin nicht mehr als Important Bird Areas qualifizierten. Mit der Ausweisung des Gishwati-Mukura-Nationalparks im Jahr 2016 stehen beide Gebiete jedoch inzwischen unter gesetzlichem Schutz. Nicht unter Schutz steht der ebenfalls durch menschliche Aktivitäten bedrohte Busagawald. Die in der Umgebung lebende Bevölkerung nutzt den Wald zum Sammeln von Brennholz, Heilpflanzen und Honig und weitet auch hier die landwirtschaftliche Nutzung aus. Um viele Feuchtgebiete Ruandas wird in den Trockenzeiten die Sumpfvegetation ebenfalls abgeholzt und verbrannt, um Platz für Landwirtschaftsflächen zu schaffen. So ist die ursprünglich mit den Akanyaru-Feuchtgebieten verbundene, von Papyrus dominierte Sumpfvegetation im Murago-Feuchtgebiet um den Kamudeberi-See bereits stark zurückgegangen. Darüber hinaus breitet sich die invasive Dickstielige Wasserhyazinthe aus. Die aus Südamerika stammende Schwimmpflanze kann sich ohne ihre in Afrika fehlenden, natürlichen Fressfreinde massenhaft vermehren. Der resultierende Zuwachs der Wasserflächen verursacht Lichtmangel, der zum Absterben anderer Wasserpflanzen und auch von Fischen führen kann.

## Vogelarten und Schutzprojekte

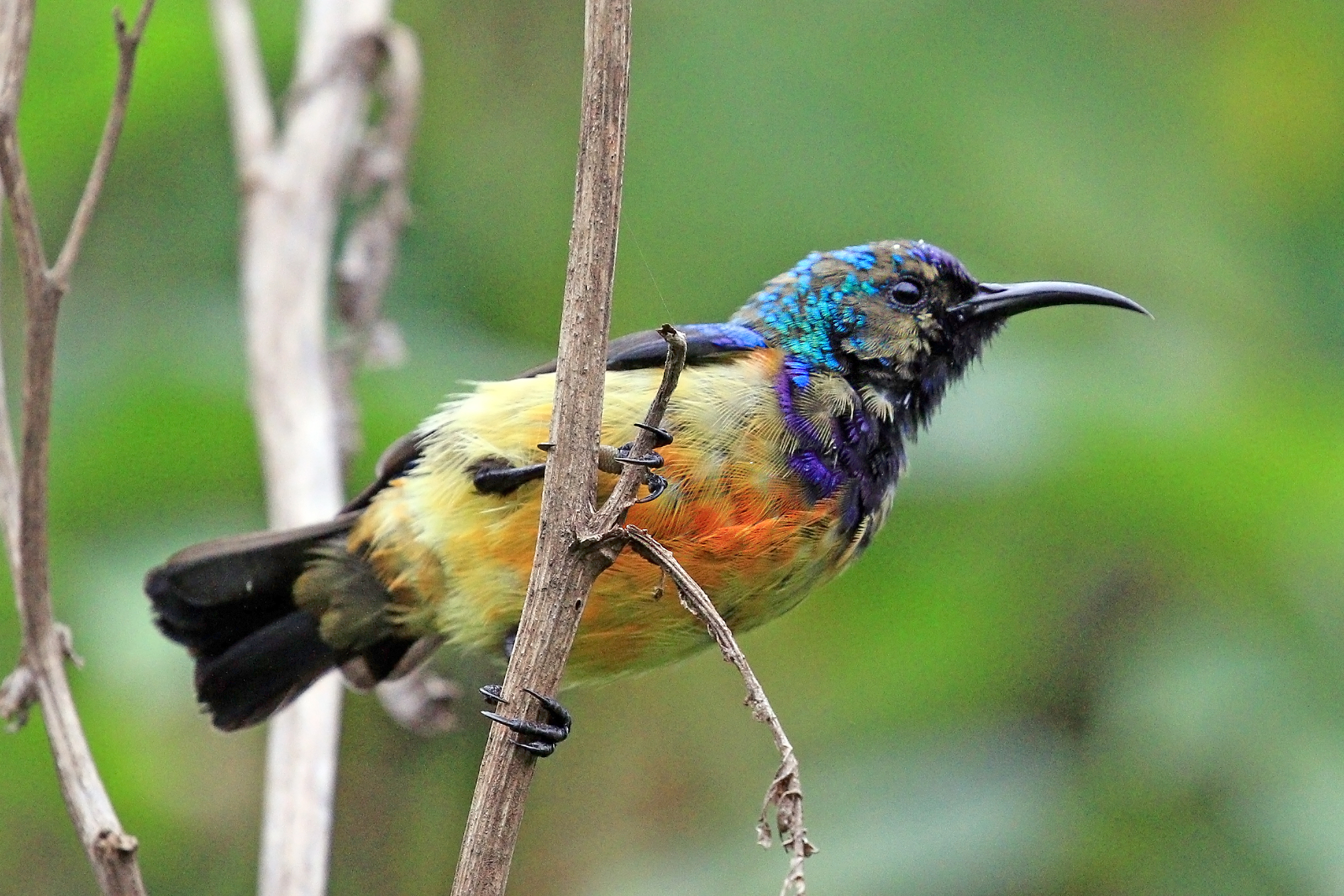
Männlicher Königsnektarvogel (Cinnyris regius) im Vulkan-Nationalpark – die Nektarvogelart ist eine von vielen endemischen Arten des Albert-Graben-Gebirges, die sich in Ruanda finden.

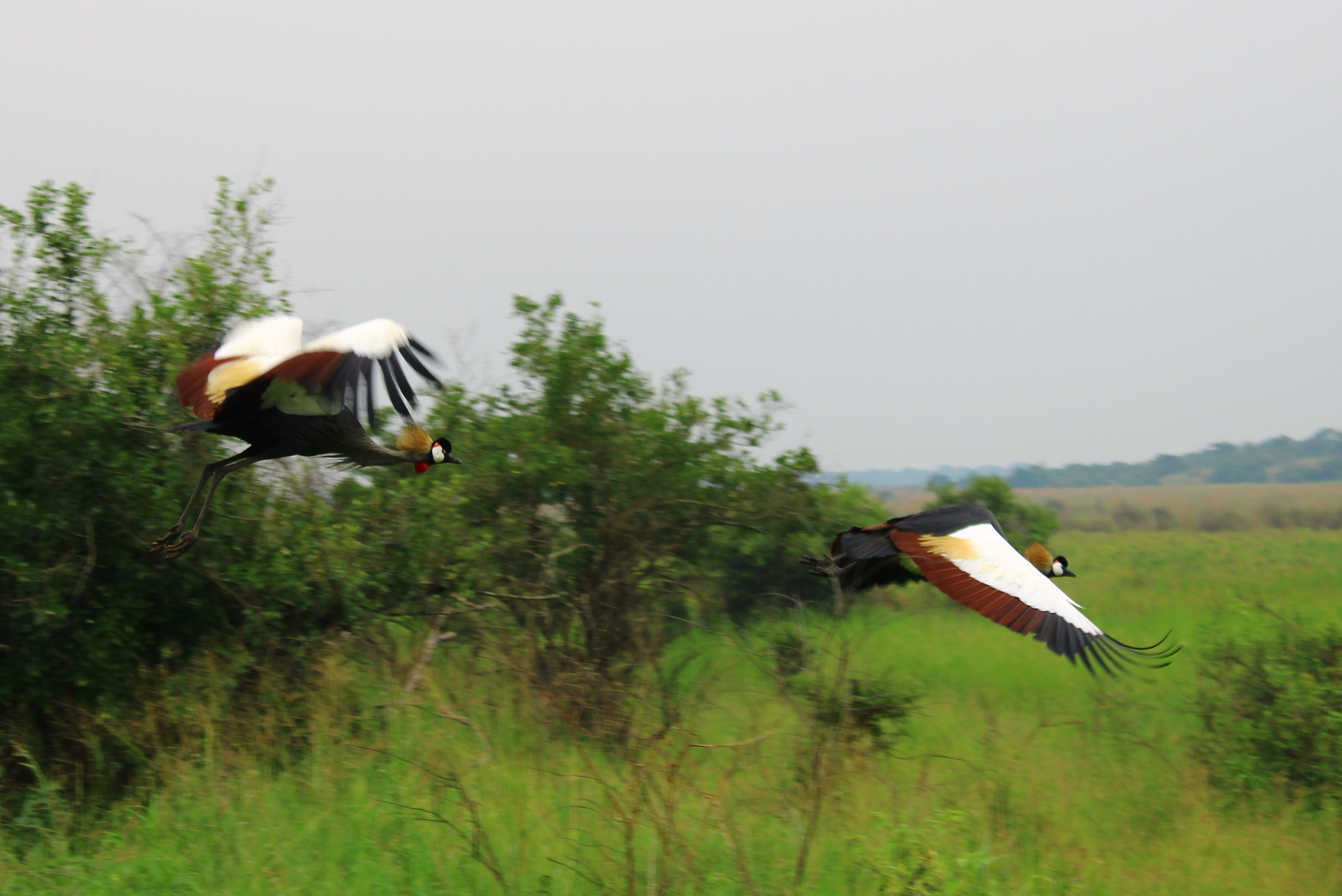
Zwei Südafrika-Kronenkraniche im Akagera-Nationalpark (2020) – der Bestand der stark gefährdeten Art hat in Ruanda durch erfolgreiche Aufklärungsarbeit und Auswilderungen wieder zugenommen.

Laut BirdLife International finden sich in Ruanda 638 verschiedene Vogelarten, darunter 138 Wasservögel und 179 Zugvögel. Von den 638 Arten werden 25 global als mindestens gefährdet eingestuft. Die in Ruanda anzutreffenden, vom Aussterben bedrohten Vogelarten umfassen den Kappen-, Sperber-, Weißrücken- und Wollkopfgeier. Mit dem Palmgeier und dem stark gefährdeten Ohrengeier kommen insgesamt sechs Geierarten in Ruanda vor. Zudem finden sich an stark gefährdeten Arten beispielsweise der Graupapagei, Südafrika-Kronenkranich, Dickschnabelreiher, Ruandadrosselhäherling (Turdoides rufocinctus) und möglicherweise die Kongomaskeneule sowie an gefährdeten Arten unter anderem der Kivubuschsänger, Papyrusspötter und Schuhschnabel. Der Kivubuschsänger ist eine endemische Art des Albert-Grabens. Er kommt lediglich in Sumpfgebieten wie dem Rugezi-Feuchtgebiet oberhalb von 1900 m vor, die sich im Westen Ruandas finden. Insgesamt sind mindestens 27 der 37 endemischen Vogelarten des Albert-Grabens in den Important Bird Areas Ruandas vertreten (zwei davon sind inzwischen als Unterarten eingestuft; das Vorkommen der Kongomaskeneule ist nicht gesichert):
- Edelfrankolin (Francolinus nobilis)
- Kammschnabelturako (Musophaga johnstoni)
- Kongomaskeneule (Phodilus prigoginei)
- Albertzwergkauz (Glaucidium albertinum)
- Höhennachtschwalbe (Unterart Caprimulgus poliocephalus ruwenzorii)
- Kurzschnabel-Honiganzeiger (Indicator pumilio)
- Orangedrossel (Unterart Geokichla piaggiae tanganicae)
- Rotkehl-Braunschwanz (Chamaetylas poliophrys)
- Ruwenzorirötel (Cossypha archeri)
- Ruandadrosselhäherling (Turdoides rufocinctus)
- Ruwenzorifeinsänger (Oreolais ruwenzorii)
- Kivufeinsänger (Apalis personata)
- Kungwe-Feinsänger (Apalis argentea)
- Kivubuschsänger (Bradypterus graueri)
- Sperberbrustsänger (Graueria vittata)
- Kivustutzschwanz (Hemitesia neumanni)
- Braunwangen-Laubsänger (Phylloscopus laetus)
- Gelbaugen-Drongoschnäpper (Melaenornis ardesiacus)
- Ruwenzoribatis (Batis diops)
- Schwarzbrust-Rußmeise (Parus fasciiventer)
- Ruwenzorinektarvogel (Cyanomitra alinae)
- Königsnektarvogel (Cinnyris regius)
- Blutbrust-Nektarvogel (Cinnyris rockefelleri)
- Purpurbauch-Nektarvogel (Nectarinia purpureiventris)
- Jacksons Bergastrild (Cryptospiza jacksoni)
- Shelleys Bergastrild (Cryptospiza shelleyi)
- Meisenweber (Ploceus alienus)

Für die verschiedenen bedrohten Geierarten listet Nature Rwanda 15 untersuchte Standorte in Ruanda. An diesen konnten von April bis November 2022 insgesamt 1811 Geier gezählt werden, davon machten mit 1791 gezählten Tieren Kappengeier den Großteil aus. Nistende Kappengeier wurden jedoch lediglich im Busagawald beobachtet. Die Rufford Foundation unterstützt dort ein Schutzprojekt. Zu den häufigsten Todesursachen bei tot aufgefundenen Geiern zählen unbeabsichtigte Vergiftungen und Stromschläge durch Hochspannungsleitungen. In Ruanda wie auch im Nachbarland Burundi beinahe ausgestorben ist zudem der durch den internationalen Tierhandel bedrohte Graupapagei. Auch Südafrika-Kronenkraniche wurden in Ruanda oft gefangen und als Statussymbol in Gärten gehalten, wozu ihnen meist das Gefieder geschnitten oder sogar die Flügel gebrochen wurden, um sie am Wegfliegen zu hindern. Der Wildbestand konnte sich im Land durch Aufklärungsarbeit und weitere Bemühungen insbesondere der zu diesem Zweck 2015 von Olivier Nsengimana gegründeten Rwanda Wildlife Conservation Association (RWCA) von 487 Kranichen im Jahr 2017 auf Stand 2023 über 1200 Tiere erholen. Mindestens 242 Kraniche konnten aus Privathaltungen befreit und teilweise im Akagera-Nationalpark wieder ausgewildert werden. Die restlichen leben im Umusambi Village, einem renaturierten Feuchtgebiet im Osten von Kigali. Die RWCA führt auch Bestandsuntersuchungen und Sensibilisierungsprojekte für den Schuhschnabel im und um den Akagera-Nationalpark durch. In Ruanda leben demnach vermutlich nur noch weniger als 50 der Tiere.

## Liste der IBAs
Die in der nachfolgenden Liste unter „Kriterien“ genannten Kategorien sind die für die Ausweisung als IBA verwendeten und bedeuten im Einzelnen:
- A1: Global vom Aussterben bedrohte, stark gefährdete oder gefährdete Arten sind nachgewiesen oder werden vermutet
- A2: Besondere Bedeutung für Arten mit beschränktem Verbreitungsgebiet
- A3: Besondere Bedeutung für Arten mit beschränkten Biotopanforderungen

| Name (engl. Name)                              | Fläche [km²] | Lage (Koordinaten)                                             | Schutzstatus                                                                         | Kriterien  | Beschreibung | Bild                                                               |
| ---------------------------------------------- | ------------ | -------------------------------------------------------------- | ------------------------------------------------------------------------------------ | ---------- | --- | ------------------------------------------------------------------ |
| Akagera-Nationalpark (Akagera National Park)   | 1000         | Ostprovinz (1,75°S, 30,63°O)                                   | Nationalpark (100 %)                                                                 | A1, A2, A3 | Der Nationalpark umfasst Baum-Savannen, Galeriewälder und Feuchtgebiete. In ihm kommen mindestens 525 Vogelarten vor, darunter 44 Greifvogelarten. An bedrohten Arten finden sich beispielsweise der stark gefährdete Dickschnabelreiher und der gefährdete Schuhschnabel vor. Einige Zugvögel wie der Rötelfalke, die Doppelschnepfe und die Schwarzflügel-Brachschwalbe nutzen den Park als Überwinterungsgebiet. | weitere Bilder                                                     |
| Akanyaru-Feuchtgebiete (Akanyaru wetlands)     | 300          | Süd- / Ostprovinz (2,50°S, 29,92°O)                            | –                                                                                    | A1, A3     | Die Feuchtgebiete erstrecken sich entlang des Flusses Akanyaru. Zu den vorkommenden Arten zählt der stark gefährdete Dickschnabelreiher und die als potentiell gefährdet eingestufte Steppenweihe. | Satellitenaufnahme eines Flusses und zweier östlich gelegener Seen |
| Busagawald (Busaga Forest)                     | 2            | Ruhango, Rongi, Distrikt Muhanga, Südprovinz (1,90°S, 29.82°O) | –                                                                                    | A1         | Der Busagawald wird wegen des dort nistenden, vom Aussterben bedrohten Kappengeiers als IBA gelistet. Darüber hinaus kommen hier auch weitere gefährdete Arten wie der Südafrika-Kronenkranich, Shelleys Bergastrild, Savannenadler und Kivubuschsänger vor. | Bild gesucht BW                                                    |
| Cyamudongowald (Cyamudongo forest)             | 4            | Distrikt Rusizi, Westprovinz (2,55°S, 28,99°O)                 | 94,7 %: Nationalpark (73,8 % Teil des Nyungwe-Nationalparks), Wald-Reservat (72,8 %) | A1, A2, A3 | Im Cyamudongowald leben viele für die Bergwälder im Westlichen Rift typische Vogelarten wie der Kungwe-Feinsänger (Apalis argentea). Aus dem Wald stammt zudem die einzige Beobachtung des Waldsperbers innerhalb von Ruanda und auch der Rossturako findet sich dort. | weitere Bilder                                                     |
| Nyabarongo-Feuchtgebiete (Nyabarongo wetlands) | 100          | Ostprovinz / Kigali (2,27°S, 30,27°O)                          | –                                                                                    | A1, A3     | Die Feuchtgebiete erstrecken sich entlang des Flusses Nyabarongo in der Ostprovinz. Ganz oder teilweise innerhalb der IBA liegen von Norden nach Süden auf der Ostseite des Flusses der Mugesera-, Birira- und Sake-See sowie auf der Westseite der Gashanga-, Kidogo-, Rumira-, Mirayi-, Kilimibi-, Gaharwa-See und Rugwero-See. An Tieren wurden etwa 50 Arten verzeichnet, darunter der stark gefährdete Dickschnabelreiher und der gefährdete Papyrusspötter. | weitere Bilder                                                     |
| Nyungwe-Nationalpark (Nyungwe National Park)   | 1000         | West- / Südprovinz (2,53°S, 29,29°O)                           | Nationalpark (98,5 %)                                                                | A1, A2, A3 | Im Nyungwe-Bergregenwald wurden 275 Vogelarten verzeichnet. Es kommen unter anderem der stark gefährdete Ruandadrosselhäherling (Turdoides rufocinctus) und Shelleys Bergastrild vor sowie der als gefährdet eingestufte Kivubuschsänger. | weitere Bilder                                                     |
| Rugezi-Feuchtgebiet (Rugezi Marsh)             | 100          | Nordprovinz (1,51°S, 29,90°O)                                  | Geschützte Landschaft (56,5 %)                                                       | A1, A2, A3 | Das Feuchtgebiet liegt in einem hochgelegenen Tal im Norden Ruandas. Es ist Stand 2025 das einzige Ramsar-Gebiet in Ruanda und ein wichtiger Lebensraum für Vogelarten wie den stark gefährdeten Südafrika-Kronenkranich sowie den gefährdeten Kivubuschsänger und Papyrusspötter. | weitere Bilder                                                     |
| Vulkan-Nationalpark (Volcans National Park)    | 160          | Nord- / Westprovinz (1,48°S, 29.52°O)                          | Nationalpark (94,8 %)                                                                | A1, A2, A3 | Der Vulkan-Nationalpark liegt bei den Virunga-Vulkanen im Nordwesten des Landes. Angrenzend befinden sich westlich der Virunga-Nationalpark in der Demokratischen Republik Kongo und nördlich der Mgahinga-Gorilla-Nationalpark in Uganda. Die Vegetation variiert stark nach Höhenlage. Zwischen etwa 2400 und 2500 Meter Höhe wachsen von Neoboutonia dominierte Bergwälder. Darüber zwischen 2500 und 3000 Meter Höhe finden sich Bambuswälder der Art Arundinaria alpina. Zwischen 3500 und 4000 Metern wächst subalpine Vegetation mit Lobelien, Dickicht und immergrünem Buschland und über 4000 Metern findet sich Vegetation der afroalpinen Höhenstufe. An gefährdeten Arten kommen der Kivubuschsänger und Shelleys Bergastrild vor. Als potentiell gefährdet werden zudem der Bergbussard und der Lagdenwürger eingestuft. | weitere Bilder                                                     |